# Martin Högl
Martin Högl ist ein Wissenschaftler auf dem Gebiet der Betriebswirtschaftslehre. Er ist Vorstand des Instituts für Führung und Organisation (Institute for Leadership and Organization) an der Ludwig-Maximilians-Universität München.

## Leben
Nach Abschluss eines MBA-Studiums an der Washington State University promovierte Martin Högl im Jahr 1998 an der Universität Karlsruhe bei Hans Georg Gemünden mit einer Arbeit zum Thema Teamarbeit in innovativen Projekten. Högl habilitierte sich an der TU Berlin. Er ist Vorstand des Instituts für Führung und Organisation der LMU München. Vor seinem Wechsel an die LMU lehrte Professor Högl an der Washington State University (USA), der Università Bocconi (Mailand, Italien) und der WHU – Otto Beisheim School of Management. Des Weiteren war er Gastprofessor an der Kellogg School of Management (Northwestern Univ., USA) sowie an der Sun-Yat-sen-Nationaluniversität (Taiwan). Er ist Affiliated Faculty Member des WHU Center for Responsible Leadership.

## Werk
Högl hat in namhaften Fachzeitschriften publiziert, darunter beispielsweise im Academy of Management Journal, Journal of Management, Organization Science, Research Policy oder Human Resource Management.
Beim Handelsblatt Betriebswirte-Ranking 2009 für Forscher unter 40 Jahren, welches die Forschungsleistung von 2100 deutschsprachigen Betriebswirten seit 2005 analysierte, erreichte er Platz 2. Im Handelsblatt Betriebswirte-Ranking des Jahres 2012 kam er auf den Lebenswerk-Gesamtplatz 36 unter 250 Professoren.

## Werke
- Martin Högl: Teamarbeit in innovativen Projekten: Einflußgrößen und Wirkungen. Deutscher. Universitäts-Verlag, Wiesbaden 1998, ISBN 3-8244-6757-7.